# Sălătrucel
Sălătrucel là một xã thuộc hạt Vâlcea, România. Dân số thời điểm năm 2002 là 2246 người.